# Club Deportivo Tapatío

Vereinslogo

Der Club Deportivo Tapatío ist ein mexikanischer Fußballverein aus Guadalajara, Jalisco, der als Farmteam des Club Deportivo Guadalajara fungiert. Seine Spitznamen leiten sich vom Vereinsnamen bzw. dem Spitznamen des „Muttervereins“ ab: Tapatíos (als Ableitung des Vereinsnamens) bezeichnet die Einwohner von Guadalajara; Cabritos ist eine weitere Bezeichnung für Ziegen, der auf den Spitznamen Chivas des Club Deportivo Guadalajara Bezug nimmt. Das Vereinslogo zeigt einen Fußball und die Turmspitzen der Kathedrale von Guadalajara. Die rot-weißen Streifen im Hintergrund sind durch das Wappen des Muttervereins Chivas inspiriert. 

## Geschichte
Der CD Tapatío wurde 1973 ins Leben gerufen, nachdem der CD Guadalajara eine Lizenz für einen noch zu gründenden Verein in der Tercera División, damals der dritthöchsten Spielklasse im mexikanischen Vereinsfußball, erworben hatte. 
Bereits nach zwei Jahren gelang dem Verein der Aufstieg in die Segunda División, der seinerzeit zweithöchsten Spielklasse. In der Saison 1980/81 erreichte Tapatío die Finalspiele gegen Morelia, die mit 1:1 und 0:1 nur knapp verloren wurden. Zwei Jahre später stiegen die Cabritos in die ein Jahr zuvor neu installierte Segunda División 'B' ab und spielten in dieser Liga bis zum Wiederaufstieg drei Jahre später am Saisonende 1985/86.
Nach drei weiteren Spielzeiten in der Segunda División 'A', wie die zweite Liga seit Einführung der Segunda 'B' offiziell hieß, erfolgte am Saisonende 1988/89 der erneute Abstieg. Nach fünf Spielzeiten in der Segunda 'B' gewann Tapatío die Liga am Saisonende 1993/94 zum zweiten Mal und stellte damit zwei „Rekorde“ auf: zum einen ist Tapatío der einzige Verein, der die nur zwölf Jahre bestehende Liga zweimal gewinnen konnte und zum anderen waren die Cabritos zugleich der letzte Meister dieser Liga, die mit Einführung der Primera División 'A' in der Saison 1994/95 eingestellt wurde. Insofern gelang Tapatío zwar auch diesmal der Aufstieg in die Segunda División, doch faktisch entsprach dies nur einem Wechsel von der alten dritten Liga in die neue dritte Liga, die die Segunda División seit 1994/95 ist. 
Die Rückkehr in die zweite Liga gelang nicht auf sportlichem Wege, sondern durch den Erwerb der Lizenz vom Club Gallos de Aguascalientes. Dieser in der zweiten mexikanischen Spielklasse durchaus gebräuchliche Vorgang fiel zusammen mit dem Rückzug des ebenfalls in Guadalajara beheimateten Club Bachilleres, der zur selben Zeit seine Lizenz für die Saison 2002/03 veräußert hatte. 
Tapatíos erste Spielzeit in der Primera 'A' war zugleich die erfolgreichste Saison des Vereins in dieser Liga. Sowohl in der Apertura 2002 als auch in der Clausura 2003 wurden die Cabritos Sieger ihrer Gruppe, wodurch sie sich für die Play-offs qualifizierten. Sowohl in der Apertura (im Halbfinale gegen Irapuato) als auch in der Clausura (im Finale gegen León) unterlagen die Tapatíos gegen den späteren Turniersieger. 
Nach der Saison 2003/04, die sportlich erfolglos verlief, wurde das Team nach La Piedad verpflanzt und erhielt den neuen Namen Chivas La Piedad, der jetzt auch namentlich seine Nähe zum Mutterverein Chivas Guadalajara ausdrückte. Nach einer abermals verkorksten Saison (zweimal Gruppenletzter) wurde die Mannschaft nach Tepic transferiert und trat 2005/06 als Chivas Coras (der Zweitname bezeichnet eine im Osten des Bundesstaates Nayarit lebende Volksgruppe) in Erscheinung. In jener Saison wurden die Cabritos zweimal Gruppensieger, scheiterten aber sowohl in der Apertura 2005 als auch in der Clausura 2006 bereits im Viertelfinale der an die Halbsaison anschließenden Play-offs. 
Anschließend erfolgte der Rückzug der Mannschaft nach Guadalajara unter gleichzeitiger Rückbenennung in ihren ursprünglichen Namen, so dass sie die letzten drei Spielzeiten in der Geschichte der Primera División 'A' (2006/07 bis 2008/09) wieder als CD Tapatío bestritt. 
Mit der Neustrukturierung der zweiten mexikanischen Fußball-Liga von der aus zuletzt 27 Mannschaften bestehenden Primera División 'A' in die neue, anfangs nur aus 17 Teams zusammengesetzten, Liga de Ascenso, wurde die Zweitligalizenz der Tapatíos an den Universitätsverein Leones Negros de la UdeG übertragen, der fortan die Stadt in der zweiten Liga vertrat. Als 2020 die herkömmliche Ascenso MX mit Aufstiegsrecht in die Liga MX abgeschafft und die neue Liga de Expansión MX eingeführt wurde, in der es kein sportliches Aufstiegsrecht gibt, wurde der CD Tapatío wiederbelebt und vertritt die Stadt Guadalajara als zweiter Verein neben den Leones Negros in dieser neu kreierten Liga.

## Erfolge
- Meister der Segunda División 'B': 1985/86 und 1993/94
- Meister der Liga de Expansión MX: Clausura 2023, Apertura 2024
- Campeón de Campeones der Liga de Expansión MX: 2022/23,[1] 2024/25[2]